# Melanocamenta kigonserana
Melanocamenta kigonserana är en skalbaggsart som beskrevs av Moser 1919. Melanocamenta kigonserana ingår i släktet Melanocamenta och familjen Melolonthidae. Inga underarter finns listade i Catalogue of Life.